# Patera de Sachs
Sachs Patera
Pour les articles homonymes, voir Sachs.
La patera de Sachs (désignation internationale : Sachs Patera) est une patera située sur Vénus dans le quadrangle de Sedna Planitia. Elle a été nommée en référence à Nelly Sachs, dramaturge et poétesse suédoise d'origine allemande (1891–1970).